# Javna szeme (Bűbájos boszorkák)
A Javna szeme a Bűbájos boszorkák című televíziós sorozat első évadjának második epizódja.
A lányok, miután erejüket átvéve megküzdöttek az első warlock-kal is, igen nehezen fogadják el új sorsukat, Phoebe azonban továbbra is lelkesen tanulmányozza az Árnyékok Könyvét. Piper Chef Moore éttermében, a Quake-ben (jelentése: Földrengés - utalás a San Franciscóban gyakran előforduló földrengésekre) kap éttermi felügyelői állást. Prue pedig állást kap a Buckland aukciós házban, mely az évad tizedik részéig munkaadója lesz. Azonban a magánéletük mellett a boszorkány élet is újabb állomáshoz érkezik…

## Cselekmény
A Quake-ben Piper épp Phoebe-nek panaszkodik arról, hogy tévesen nem séfként, hanem étteremvezetőként alkalmazza az előző részben már megjelent Chef Moore. A lányokhoz egy velük egyidős lány, Britanny csatlakozik néhány percre, Phoebe a kezén látható angyalka motívumot ábrázoló tetoválást meg is dicséri. Phoebe-t ezt követően újabb látomás éri, majd rögtön be is következik, amit látott: egy a pultnál egyedül iszogató férfi meghívja egy martinire, mialatt Britanny-t rejtélyesen megtámadják a kocsijában…
Prue egy Andy-vel töltött éjszaka után bűntudattal öltözik fel hajnalban, s köszönés nélkül elhagyja Andy otthonát.
Prue éppen Piper-nek számol be előző éjszakájáról, mikor Piper közli vele, hogy Phoebe előző este az erejét használta a Quake-ben. Prue figyelmezteti Phoebe-t az egyezségükre, miszerint nem használják az erejüket, de Phoebe kivédi magát; ő nem egyezett meg semmiben, másrészről az erejüket még nem tudják saját maguk irányítani, vagy befolyásolni.
A rendőrségen már nyomoznak az eltűnt Britanny után, aki Andy állítása szerint már a negyedik elrabolt nő lenne a héten. Eközben Piper, egy a reggeli közben látott TV-műsor hatására, mely egy olyan boszorkányt említett, aki belépvén a templomba, villámütést szenvedett, meglátogat egy templomot. A helyi pappal beszélgetve arra a következtetésre jut, hogy meg kell próbálnia kideríteni, valóban jó boszorkány-e. A kapun túl azonban nem jut, mert amint megérinti a fogantyút, villámcsapás hallatszik, s Piper visszafut az autójához.
Prue állásinterjúra készül a Buckland aukciós házban, s a liftben felfelé menet Andy hívja a mobilján az éjszakai események témájában, s kíváncsi, Prue miért hagyta ott őt reggel. A Quake-ben ezalatt Phoebe összefut egy általa nagyra tartott fotóssal, Stephannal. A férfit épp egy nő társaságában találja, s egy telefonszámot is kap tőle, hogy menjen el hozzá modellt állni.
A következő jelenetben egy magát Javna-nak nevező démon támad meg egy fekete gyertyákkal körülvett, fehér, döntött asztallaphoz hasonló vízszintes tárgyon kifeszített fiatal nőt. A meglehetősen aszottbőrű, őszhajú démon szemeiből vörös fény árad, mely egyenesen a kikötözött nő szemébe esik. A következő pillanatban a fiatal nő ráncos, őszhajú idős hölggyé változik, Javna pedig visszanyeri fiatal alakját, Stephan, a fotós képében.
Prue-nak viszonylag jól sikerül az állásinterjú Rex Buckland-del, mialatt az árváknak szállítmányt hozó Piper arról beszélget az atyával, hogy van egy állítólagos barátnője, aki a boszorkányság létével küszködik. Az atya válasza egyértelmű: a boszorkány gonosz teremtmény. Phoebe eközben egy idős házaspárnak segít abban, hogy felsorolja nekik az aktuális lottószámokat, amelyeket legújabb látomásában volt alkalma megtekinteni.
Aznap este a Quake-ben - amelynek bejáratánál az Andy-Darryl páros őrködik - Prue és Phoebe között kisebb nézeteltérés alakul ki a konyhában. Phoebe ugyanis bevallja, hogy használta az erejét arra, hogy némi pénzt szerezzen (saját célokra az ereiket nem használhatják fel a Bűbájosok). A konyhában káosz alakul ki, amikor megérkezik Andy, és Piper egy óvatlan pillanatban megfagyasztja a helyiséget. A probléma ott kezdődik, hogy a fogadóhelyiség nem fagy meg, de végül épp időben megoldódik a probléma.
Phoebe-nek sikerül megnyugtatnia a padláson az Árnyékok Könyvével a kezében kuporgó Pipert arról, hogy a boszorkány lét nem szörnyű dolog, s hogy egyáltalán nem kell attól tartania, hogy esetleg gonosz teremtmény lenne. Piperben azonban már most megfogalmazódik az a törekvés, hogy ő ismét normális ember szeretne lenni, erők és warlockok nélkül (ez a vágya az elkövetkezendő nyolc év történéseit döntően meghatározza). Prue ezalatt Andy-vel ebédel egy a kikötő közeli bárban, ahol elmagyarázza, hogy mivel élete kissé bonyolultabb lett az utóbbi időben, időre van szüksége, hogy átgondolja a kapcsolatukat. Az ebédet egy a Buckland aukciós házból érkező hívás szakítja félbe: Prue-t visszarendelik egy újabb elbeszélgetésre.
Piper ismét megpróbálkozik a templomba való bejutással, s ezúttal sikerrel is jár: boldogan fogadja, hogy nem gonosz teremtmény. Eközben a templom lépcsőjénél álló öregasszonyhoz közelebb lépve felfedezi rajta pontosan ugyanazt az angyal alakú tetoválást a jobb karján, amit Brittany is megmutatott nekik a Quake-ben. Rex Buckland egy állásteszt alá veti Prue-t: néhány muzeális tárgyat kell megvizsgálnia. A teszt során megismerkedik az ellenszenves Hannah Webster-rel, aki véletlenül egy létrát meglökve egy festékesdoboz tartalmának kiürülését okozza. A fehér festék azonban nem kerül Prue-ra, mivel a lány erejét használva eltéríti a festéket, meglepve kissé Rexet és Hannah-t. Hazaérve otthon találja Pipert és Brittany-t.
Phoebe eközben Stephanhoz menet látomással találja szembe magát: amint ő fekszik az oltáron, s egy ősöreg démon közelít felé. Hiába menekül azonban vissza a Quake kocsijába, Stephan már ott várja a hátsó ülésen. Piper és Prue ezalatt Brittany helyzetét elemezve megtalálják az Árnyékok Könyvében Javna-t, valamint eltüntetésének módját. A konyhában Brittany egy cetlit meglátva menten elájul. A cetlire Stephan telefonszámát írták, s a két idősebb nővér már tudja is mi a teendő, meg kell menteniük Phoebe-t, míg nem késő. Stephanra a Quake előtt készült kamerafelvételekből már a rendőrség is gyanakszik.
A lányok épp időben érkeznek meg Stephan fotóstúdiójába, aki már Javnaként készül Phoebe-t felhasználni. Prue és Piper azonban hirtelen berontanak, s Fatima Kezét felhasználva a másvilágra küldik a fiatalságot kiszipolyozó démont, visszaadva ezáltal a démon összes áldozatának a fiatalságot. A rendőrség természetesen még mindig keresi.
Az epizód zárójelenete a Quake-ben zajlik, ahol Phoebe megállapítja, hogy az áldozatok semmire sem emlékeznek. A lottónyerőszámok érvényüket vesztik Phoebe szelvényén, viszont nővérei rájönnek, hogy nem is olyan haszontalan és felesleges dolog erőkkel rendelkezni, s ezt így kell elfogadniuk.

## Árnyékok Könyve

### Ellenségek
Javna
Ősöreg démon, aki azzal nyeri vissza időlegesen fiatalságát, hogy fiatal nőkből szívja azt ki rituális keretek között. A fiatalság átszívásához szemkontaktus szükségeltetik, s Javna vörös fénycsóvákat ereszt ki szeméből, amelyeket az áldozat szemébe irányít.
Az Árnyékok Könyve szerint Javna minden évben egy hétig táplálkozik és ellopja a fiatalok életerejét úgy, hogy megidézi a Sátánt, ezáltal örök fiatalságot nyer.
Mohamed Próféta egyszer már elűzte őt úgy, hogy megidézte Fatima Kezét, és visszaküldte vele Javnát a pokolba, ahonnan jött.

### Varázslatok
Fatima Keze
Sátánszemek idenéznek, s azon nyomban ki is égnek. Megtöri a három erő, s megátkozza földi erő.

## Szereplők

### Állandó szereplők
- Prue Halliwell szerepében Shannen Doherty
- Piper Halliwell szerepében Holly Marie Combs
- Andy Trudeau szerepében T. W. King
- Darryl Morris szerepében Dorian Gregory
- Phoebe Halliwell szerepében Alyssa Milano

### Mellékszereplők
- Rex Buckland (a Buckland aukciós ház vezetője) szerepében Neil Roberts
- Hannah Webster (Rex Buckland személyi titkára és szeretője) szerepében Leigh-Allyn Baker

### Vendégszereplők
- Brittany Reynolds (Javna egyik áldozata) szerepében Cynthia King (fiatal), Barbara Pilavin (idős)
- Alec (Phoebe randipartnere a Quake-ben) szerepében Bailey Luetgert

## Apróságok
- Phoebe először tegezi, majd később magázza Stephan-t. (Fordítási hiba, mivel az angol nyelvben nincsen magázódás, csupán tegeződés.)

Pontosabban a tegeződés (thou) kihalt az angol nyelvből, tehát nyelvtörténetileg magázódnak, de ezt ma már nem érzékelik.

## Az epizód címe más nyelveken
- Francia: Jeunesse éternelle (Örök fiatalság)
- Olasz: Misteriose scomparse
- Portugál: Levo-te debaixo da Minha Pel
- Angol: I've Got You Under My Skin (Te vagy a bőröm alatt)